# 安武亨
安武 亨（やすたけ とおる、1978年12月20日 - ）は、福岡県出身のサッカー指導者、元サッカー選手。現役時代のポジションはDF。

## 来歴
1994年、サンフレッチェ広島ユースに入団。同級生は、荒木亮次、雨野裕介ら。
その後1997年にトップとトレーニー（練習生）契約、同期入団は若井研治、川島眞也、荒木。同年に2試合リーグ戦に出場した。しかし翌年1998年戦力外とみなされた。その後、大学進学を目指し、1999年にサンフレッチェ広島の先輩である風間八宏が初代サッカー部監督に就任することを知った桐蔭横浜大学を希望し進学。「とにかく風間さんの下でサッカーを学びたい一心だった」と志望動機を述べている。雨野らと大学リーグでも活躍した。
卒業後、ネクタイのメーカーに就職。営業職として従事するが、2005年に倒産。その後は九州電力系の派遣会社に再就職した。2009年に桐蔭横浜大学からサッカー部コーチの打診を受け、同大学の職員兼務でコーチに就任した。
2018年3月、桐蔭横浜大学サッカー部の監督に就任。2019全日本大学選手権準優勝、関東大学リーグ1部準優勝、神奈川県サッカー選手権大会で優勝して天皇杯連続出場、山根視来、橘田健人をはじめ多数のプロ選手を輩出、2022年全日本大学サッカー選手権優勝など実績を残す。

## 所属クラブ
- わかばFC (福岡県福岡市)
- 1994年 - 1996年 : サンフレッチェ広島ユース
- 1997年 - 1998年 : サンフレッチェ広島
- 1999年 - 2002年 : 桐蔭横浜大学

## 個人成績
| 国内大会個人成績 | 国内大会個人成績 | 国内大会個人成績 | 国内大会個人成績 | 国内大会個人成績 | 国内大会個人成績 | 国内大会個人成績 | 国内大会個人成績 | 国内大会個人成績 | 国内大会個人成績 | 国内大会個人成績 | 国内大会個人成績 |
| 年度             | クラブ           | 背番号           | リーグ           | リーグ戦         | リーグ戦         | リーグ杯         | リーグ杯         | オープン杯       | オープン杯       | 期間通算         | 期間通算         |
| 年度             | クラブ           | 背番号           | リーグ           | 出場             | 得点             | 出場             | 得点             | 出場             | 得点             | 出場             | 得点             |
| 日本             | 日本             | 日本             | 日本             | リーグ戦         | リーグ戦         | リーグ杯         | リーグ杯         | 天皇杯           | 天皇杯           | 期間通算         | 期間通算         |
| ---------------- | ---------------- | ---------------- | ---------------- | ---------------- | ---------------- | ---------------- | ---------------- | ---------------- | ---------------- | ---------------- | ---------------- |
| 1997             | 広島             | 30               | J                | 2                | 0                | 0                | 0                | 0                | 0                | 2                | 0                |
| 1998             | 広島             | 30               | J                | 0                | 0                | 0                | 0                | 0                | 0                | 0                | 0                |
| 通算             | 日本             | 日本             | J                | 2                | 0                | 0                | 0                | 0                | 0                | 2                | 0                |
| 総通算           | 総通算           | 総通算           | 総通算           | 2                | 0                | 0                | 0                | 0                | 0                | 2                | 0                |